# Child Ballads

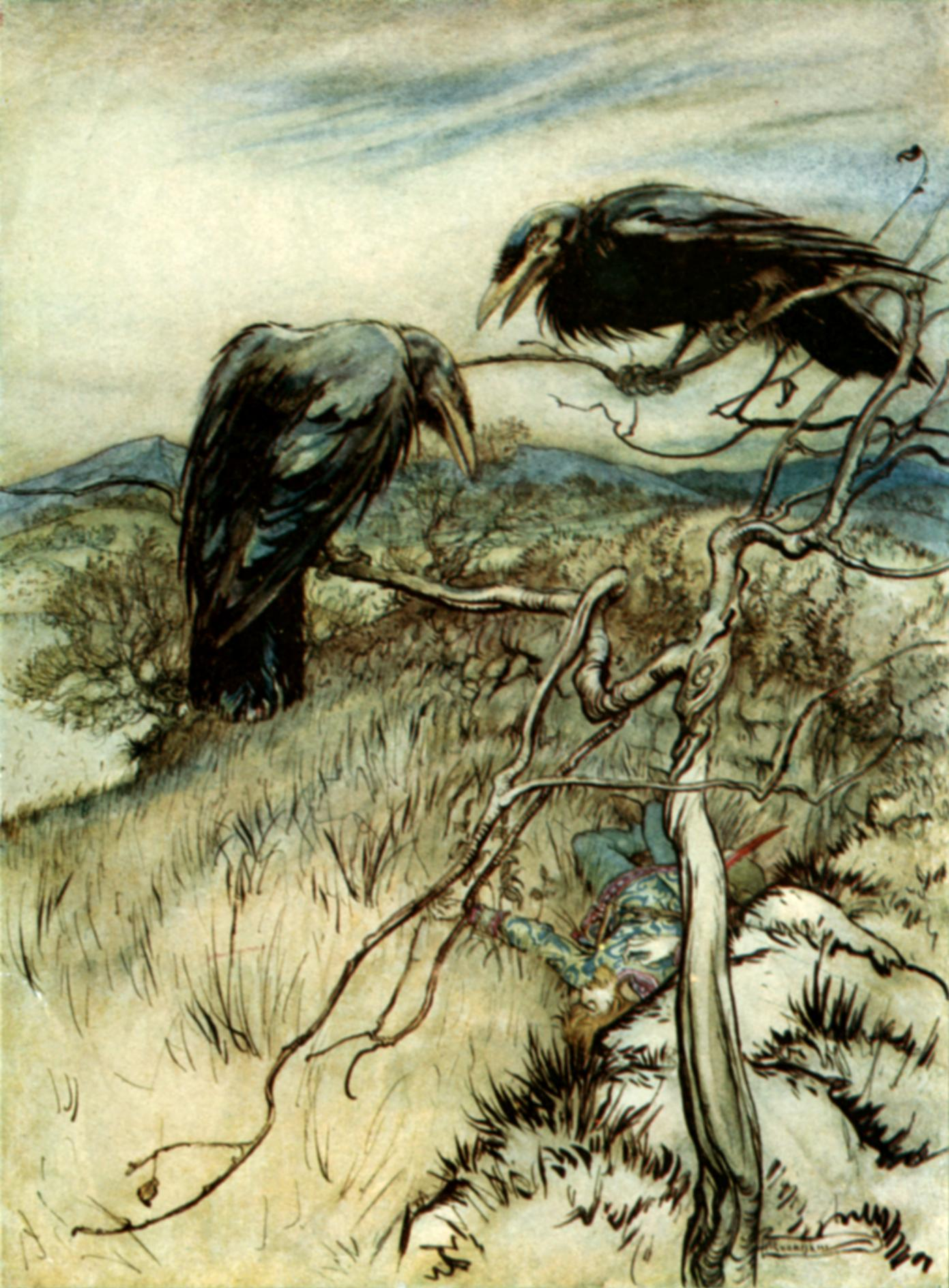
Illustrazione di Arthur Rackham per The Twa Corbies

Le  Ballate di Child sono il corpus canonico di ballate tradizionali inglesi e scozzesi (accompagnate dalle loro varianti irlandesi e statunitensi) riconosciute come autentiche, che sono state catalogate dallo studioso statunitense Francis James Child, dell'Università di Harvard.
Il nome di Child Ballads significa Ballate Child (dal nome dello studioso autore della sua catalogazione e studio), e non Ballate per bambini come molti credono: gli argomenti usuali delle ballate tradizionali ne fanno, anzi, tutt'altro che delle canzoni per l'infanzia.
Il censimento è stato esposto nei cinque volumi delle sue English and Scottish Popular Ballads, pubblicati tra il 1882 e il 1898, più volte ristampati. 
Da allora la balladry britannica ha nell'opera del Child il suo canone pressoché intangibile.

## Il corpus
L'intero corpus delle Child Ballads consta di 305 ballate numerate progressivamente, le cui varianti vengono indicate con le lettere dell'alfabeto (ad esempio, 12a significa la variante a di Lord Randal). Nell'enumerazione, le ballate sono usualmente precedute dalla dicitura Child e il numero è preceduto da un cancelletto (così, ad esempio, Child #58 indica Sir Patrick Spens). Ogni ballata è accompagnata da un'estesa introduzione e da un corposo apparato critico che, pur tenendo conto del suo naturale invecchiamento, rende senz'altro l'opera del Child uno dei più notevoli risultati nell'intera filologia statunitense, e probabilmente anche nel campo della filologia dedicata ad opere in lingua inglese.
A differenza degli studiosi che lo avevano preceduto, antiquari o letterati benemeriti ma dalla preparazione approssimativa, che avevano operato ad esempio nel periodo (pre-) romantico (come Thomas Percy, Sir Walter Scott, William Motherwell ed altri), il Child si fondò essenzialmente sulle versioni manoscritte piuttosto che su quelle a stampa, ed eseguì ricerche capillari anche su canzoni e storie in lingue diverse dall'inglese e dai suoi dialetti, ma che avessero comunque una relazione più o meno chiara con le ballate angloscozzesi. Il carattere dell'opera del Child assunse così una dimensione realmente universale, arrivando ad occuparsi di ben trentasette aree ballatistiche. La ricerca del Child si focalizzò quindi più sulla storia dei testi e delle tematiche (sebbene l'opera non sia suddivisa per argomenti) che sulla musica. È largamente riconosciuto che questo è il limite principale della sua opera, che risulta il prodotto di un filologo dotato e rigoroso, privo però di conoscenze sufficienti nel campo musicologico che gli permettessero di affrontare compiutamente un tema di importanza capitale. Nell'opera del Child sono riportate soltanto una cinquantina di melodie, con una partitura approssimativa, consistente, nella maggior parte dei casi, di una sola riga.

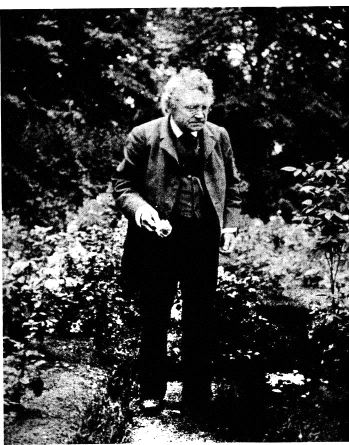
Francis James Child

Come filologo, del resto, il Child era interessato alla ballata come forma di poesia popolare e, per questa ragione, egli non dava troppo peso alla musica. Francis James Child parlava correntemente sei lingue (tra le quali l'italiano). Ebbe modo, per questo, di utilizzare una serie impressionante di fonti e coltivò una fittissima rete di corrispondenza e di contatti in tutto il mondo (principalmente con il danese Svend Grundtvig, che gli fornì analoghi scandinavi tanto importanti e affini alla balladry angloscozzese da gettare spesso una luce decisiva su questa o quella ballata, specialmente per le più antiche. In Italia, ebbe rapporti epistolari con Alessandro D'Ancona, autore di uno dei testi fondamentali del XIX secolo sulle ballate nei dialetti italiani. Tale scambio è particolarmente evidente nel caso della già citata Lord Randal (Child numero 12), una ballata settecentesca scozzese che sembra avere precisi riscontri nel Testamento dell'Avvelenato, ballata panitaliana riportata in numerose aree e svariati dialetti.

## Caratteri delle ballate angloscozzesi
Al Child spetta senz'altro il merito di avere individuato con esattezza che cosa sia un'autentica ballata popolare, e quali ne siano le caratteristiche compositive fondamentali dal punto di vista testuale. Lo stile narrativo delle autentiche ballate popolari (non solo angloscozzesi) consiste in una narrazione che, usualmente, inizia quando l'azione si è oramai avviata verso la catastrofe. L'ambientazione, il tempo e l'aspetto dei personaggi sono affidati soltanto a dei flash o a pochi accenni casuali; i personaggi, compresi a volte i protagonisti, saltano letteralmente fuori dal nulla quando sono necessari, e scompaiono in modo altrettanto brusco quando hanno esaurito la loro funzione narrativa. I mutamenti di scena e di luogo avvengono all'improvviso, senza alcuna connessione o spiegazione; talvolta una scena si apre nel bel mezzo di un'altra.
Il passaggio tra la narrazione ed il dialogo avviene invariabilmente ad un punto cruciale e "strategico" della storia e, per mantenersi in linea con l'andamento vivido della narrazione, il dialogo è chiaro e preciso; non c'è nessun commento, nessuna parola viene sprecata ed anche gli intercalari ("dice", "disse" ecc.) sono ridotti al minimo e quasi sempre appaiono solo per mantenere il ritmo del verso. Spesso, anzi, si è costretti a ricorrere alla logica (e quindi è necessario aver seguito bene lo svolgimento dell'azione) per capire chi è che sta parlando, come, ad esempio in Katharine Jaffray e nello stupendo dialogo finale di The Bonny Heyn (Child numero 50). Altre caratteristiche salienti delle ballate sono il linguaggio estremamente stereotipato, la tecnica della ripetizione progressiva e del parallelismo (che ha addirittura echi nel linguaggio biblico), l'uso frequente dell'iperbole e dell'eufemismo.
Quanto agli argomenti, la stragrande maggioranza delle ballate angloscozzesi catalogate dal Child è incentrata su fatti di cronaca che si potrebbero definire da giornalismo popolare: storie di tradimenti, vendette e crimini domestici. La ragazza madre uccide regolarmente il proprio figlio appena nato, l'amante snaturato massacra brutalmente la povera donna che ha messo incinta, le innamorate tradite si prendono delle crudeli vendette, così come i mariti che scoprono l'infedeltà delle mogli (l'esempio tipico è Little Musgrave and the Lady Barnard, Child numero 81). I fratelli e le sorelle si uccidono fra di loro per gelosia o per rivalità a causa di una ragazza o di un bel giovanotto; il terribile fratello di The Cruel Brother pugnala a morte la bella sorella perché si è dimenticata di chiedere il suo parere prima di sposarsi. L'incesto, accidentale o consapevole, è all'ordine del giorno. L'opposizione della famiglia ad una relazione amorosa è il casus belli in decine di ballate, tragiche o d'altro genere. In tali contesti, il teorema freudiano si applica alla perfezione: i padri si oppongono al matrimonio delle figlie, le madri cercano di mettere i bastoni fra le ruote ai figli oppure, se non ce la fanno, tormentano invariabilmente le nuore indesiderate, spesso, se sono "esperte" del settore, servendosi di artifici magici (come ad esempio in Willie's Lady). Le ballate originali americane mostrano un'interessante predilezione per gli stessi argomenti, sebbene, ovviamente, le antiche trame vengano adattate ad un ambiente più moderno. Poche ballate (per non dire nessuna), però, trattano di relazioni fra esseri soprannaturali ed umani, cosa frequente in alcune delle migliori ballate britanniche. Le ballate di argomento religioso sono appena più frequenti nel canone Childiano che nelle balladries moderne. Nel Medioevo erano probabilmente quelle più in voga, ma dopo la Riforma i Protestanti devono averle trovate decisamente inadatte. Per quanto riguarda le ballate umoristiche, si hanno quasi sempre delle vicende piuttosto banali di coppie sposate: il marito tradito, la moglie-megera, la sposa o lo sposo scontento che tenta di buggerare il coniuge; ciononostante, le Child Ballads contengono almeno un piccolo capolavoro umoristico, la ballata "pastorellesca" The Broomfield Hill.

## Struttura e musica delle ballate
Le ballate angloscozzesi hanno una struttura strofica, vale a dire sono suddivise in strofe (Ballad Stanzas). La melodia è incentrata sulla strofa e viene ripetuta tante volte quante sono le strofe. La stragrande maggioranza delle ballate presenta uno dei due tipi di strofa più frequenti: quella formata da due versi di quattro battute ciascuno ([A]; il tipo più antico, secondo il Child) e quella formata da quattro versi, dei quali il primo ed il terzo di quattro battute ed il secondo e il quarto di tre ([B]; solo i versi di tre battute rimano fra di loro).
Una ballata angloscozzese ha generalmente un ritornello (detto tradizionalmente Burden). In molte copie stampate non se ne ha però traccia, dato che i primi raccoglitori non riuscivano a cogliere l'utilità o il senso di tali "ornamenti" e li eliminavano senz'altro. Ancora adesso, nello stampare una ballata, si usa nominare il ritornello (generalmente in corsivo e con diversa indentazione) solo nella prima strofa e nelle strofe dove esso subisce un'eventuale variazione, tralasciandolo in tutte le altre. In alcune ballate il ritornello non è che la ripetizione dell'ultimo verso della strofa, qualunque esso sia e talvolta con qualche "abbellimento" (si veda ad esempio Lord Lovel). Non poche ballate ripetono l'ultimo verso di ogni strofa, mentre il ritornello varia leggermente all'inizio in modo da collegarsi con i versi precedenti (come in The Maid and the Palmer, Child numero 21). Il ritornelli privi di senso (Fa la la diddle, Hey derry, derry, down, Lillumwham, lillumwham ecc. sono frequentissimi nelle ballate. Alcuni studiosi hanno ipotizzato e tentato di dimostrare la derivazione di tali sequenze sillabiche da espressioni che avevano un tempo un significato ben preciso: Hey derry, derry, down , ad esempio, è stata incredibilmente stata fatta risalire ad un invito druidico alla preghiera. Queste frasi prive di senso (da cui il nome di ritornelli vuoti) appaiono francamente buffe se semplicemente stampate, ma se le consideriamo assieme alla musica appare chiaro che i cantori non hanno fatto che scegliere, senza preoccuparsi minimamente del senso compiuto, dei vocaboli a caso che meglio corrispondessero alla frase musicale. Leggermente diversi dai ritornelli "vuoti" sono i ritornelli cosiddetti irrilevanti (Irrelevant Refrains), versi di per sé con un senso compiuto ma che non hanno alcun collegamento con la storia narrata nella ballata. Dire che i ritornelli irrilevanti non hanno mai alcun collegamento con la storia non corrisponde però pienamente al vero. I ritornelli floreali che si trovano in alcune ballate (come il celeberrimo Parsley, sage, rosemary and thyme di Scarborough Fair, Child numero 2) non sono esclusivamente decorativi; tali piante hanno tutte delle proprietà magiche per gli innamorati, sono ingredienti privilegiati per i filtri d'amore e, probabilmente, coloro che conoscevano l'erboristeria tradizionale vedevano nella continua loro ripetizione una sorta di incantesimo. Alcuni ritornelli apparentemente irrilevanti servono poi a creare una particolare "atmosfera" in linea con la storia; si pensi ad esempio al lugubre ritornello di Captain Car, or Edom o' Gordon, Child numero 178
Syck, sike, and to-towe sike,

And sike, and like to die;

The sikest nighte that ever I abode,

God lord have mercy on me!
oppure a quello di Robyn and Gandeleyn:
Robynn lyghth in grene wode bowndyn.
Le melodie delle ballate tradizionali furono trascurate dai primi raccoglitori, interessati esclusivamente ai testi. Spesso parlarono esplicitamente della bellezza delle melodie, ma pochi di loro avevano una sufficiente preparazione musicale per trascrivere le canzoni che così tanto piacevano loro; persino le poche ballate che poterono essere stampate furono notate in modo assai imperfetto, dato che i trascrittori, perlopiù musicisti colti, si trovarono a malpartito con la loro particolare struttura ritmica e tonale, basata non sulla moderna armonia, ma sull'antica scala eptatonica prearmonica. È il caso, ad esempio, delle tre più antiche ballate di cui si abbia una notazione musicale originale, John Dory (Child numero 284), The Three Ravens (Child numero 26) e The Baffled Knight (Child numero 112), trascritte dal musicista inglese Arthur Ravenscroft tra il 1609 ed il 1611 nelle sue due raccolte di canti intitolate rispettivamente Deuteromelia e Melismata. Solo a partire dagli ultimi anni del XIX secolo, con le raccolte ed i saggi di Cecil Sharp, Anne Geddes Gilchrist e Phillips Barry, si sono avute a disposizione delle trascrizioni accurate delle melodie delle Child Ballads accompagnate da spiegazioni teoriche affidabili (persino il Child stesso, che pure aveva qualche cognizione musicale, non inserì nella sua raccolta che poche melodie, ridotte all'osso e notate non accuratamente). Si è dovuti arrivare agli anni fra il 1959 ed il 1966 per avere, con l'opera capitale di Bertrand Bronson, una sistemazione definitiva della materia sia dal punto di vista della notazione musicale che della trattazione teorica. Il Bronson si chiede nella prefazione alla sua opera: "Quand'è che una ballata non è una ballata?". La risposta che dà è lapidaria: "Quando non ha una melodia". Tutto qui, e non si può certo dare torto al musicologo americano, sebbene di decine di ballate tradizionali sicuramente tali non siano mai state potute reperire le melodie. Una ballata è una canzone popolare, e raccogliendo tutte le melodie superstiti delle Child Ballads, sia nelle isole Britanniche che in America, il Bronson ha dato il maggior contributo recente alla ballatistica angloscozzese. L'interazione delle parole con la musica è stata dimostrata su vasta scala, e nella maggior parte dei casi è stata restaurata una forma coerente d'una data ballata. Stiamo finalmente cominciando a vedere in che modo la musica "presiede" alla retorica ed all'andamento del testo poetico, alla forma del dialogo, alla struttura ritmica ed alle "licenze" del poeta popolare.
La principale differenza tra la musica tradizionale e quella colta consiste nel fatto che il canto popolare si basa, per lo più, come detto, sull'antico sistema modale eptatonico, che fu messo da parte dai musicisti d'arte all'avvento della moderna armonia, in epoca barocca. Invece della scala cromatica e dei modi fissi (maggiore e minore) alla base della musica attuale, le ballate popolari usano i sette modi diatonici, ai quali i musicisti danno usualmente dei nomi d'origine greca sebbene non corrispondano che in minima parte alla pratica musicale dell'antica Grecia. Tali modi possono essere resi suonando sui tasti bianchi di un pianoforte da do a do (ionio, l'attuale maggiore), da re a re (dorio), da mi a mi (frigio), da fa a fa (lidio), da sol a sol (misolidio) e da la a la (eolio, il minore naturale). A dire il vero, la musica popolare che mostra una minore influenza di quella colta non usa l'intera scala eptatonica, ma scale pausali, sia pentatoniche che esatoniche. Quindi, in una melodia in do maggiore le pause sono visibili fra re e fa e fra la e do (scala pentatonica), quando la pausa non sia una sola (scala esatonica). L'analisi strumentale accurata delle melodie trascritte usando tutti e sette i toni di una scala modale ha rivelato spesso che le note che colmano le pause sono "deboli" e che, quindi, l'orecchio del cantore era in realtà abituato ad una scala pausale. Le caratteristiche ritmiche sono più facilmente avvertibili. Il tempo è spesso estremamente variabile; si noti, ad esempio, l'estrema oscillazione che si ha in The House Carpenter, 3/2, 9/4, 3/2, 5/4, 4/4. Anche le misure temporali sono spesso irregolari; si hanno a volte barre di cinque o sei battute sparse fra barre regolari di due o quattro battute. Il sincopato, ovvero il passaggio improvviso dell'accento ad una nota normalmente atona, è stato reso consueto e "popolare" dal ragtime e dal jazz, ma tale autentica aberrazione ritmica è all'ordine del giorno nelle antiche ballate. Quanto all'interpretazione, le ballate popolari s'intendono per il canto a solo, sebbene il ritornello sia a volte affidato ad un coro. Si hanno solo rarissime testimonianze di canto armonico, naturale o arrangiato. Nei migliori periodi della balladry angloscozzese il cantore non era accompagnato da alcuno strumento musicale, ma questo si è rivelato improponibile in tempi più recenti (sebbene anche alcune interpretazioni moderne abbiano restaurato il canto a cappella, come ad esempio When I was in my Prime nell'esecuzione di Jacqui McShee dei Pentangle; ma qui entra in ballo anche la notevolissima capacità vocale della cantante, che rende accettabile tale tipo di interpretazione anche ad un pubblico moderno). I cantori britannici sono soliti accompagnarsi o farsi accompagnare con un'arpa, un fiddle (il "violino popolare" tenuto appoggiato all'addome) o un dolcemelo (o dulcimer; si tratta di uno strumento di origine tedesca, simile allo Zither, in cui una stanghetta laterale viene fatta passare su una corda alla volta). In America gli strumenti preferiti sono il banjo e, naturalmente, la chitarra (a sei corde); l'uso della chitarra si è oramai generalizzato anche in Europa, sebbene gli arrangiamenti per tale strumento presentino numerosi problemi. Comunque la ballata sia accompagnata e a prescindere dalle capacità vocali del cantore o della cantrice, la melodia è spesso decisiva per l'"effetto" di una ballata, dato che rafforza e sottolinea i versi di particolare importanza od enfasi, aggiunge ricchezza e "colore" a brani altrimenti insipidi e rende più intenso il pathos. Le melodie sono particolarmente importanti nelle versioni americane delle Child Ballads; i testi hanno generalmente subito delle gravi alterazioni rispetto agli originali britannici e sono a volte decisamente insulsi, mentre la musica ha spesso mantenuto la propria qualità assai meglio delle versioni originali britanniche. Una volta la musica delle ballate era trascurata; adesso c'è il rischio che la sua importanza sia esagerata rispetto a quella delle parole. Se la musica non avesse sempre aiutato la memoria dei cantori, la conservazione delle antiche ballate non sarebbe stata possibile. I raccoglitori, anche quelli meno recenti, hanno sempre insistito sul fatto che il cantore non aveva una vera coscienza musicale.

## Vari tipi di ballate

### Ballate menestrelliche
La raccolta del Child non è affatto omogenea. Tra le ballate raccolte dal grande studioso di Boston ve ne sono alcune niente affatto "popolari" nel senso stretto del termine; esse furono inserite perché conservavano alcuni interessanti tratti popolari, sebbene il "popolo" non le conoscesse che di rado. Tra di esse, le più numerose sono le cosiddette ballate menestrelliche. Il menestrello (Minstrel), una figura d'intrattenitore di professione il cui pubblico privilegiato era costituito dalle corti regali, nobiliari ed ecclesiastiche, non ha alcun legame di fondo con le ballate autenticamente popolari, il cui pubblico era costituito invece dai contadini. I menestrelli, comunque sia, componevano occasionalmente dei racconti in versi destinati alle classi più umili; le loro ballate mostrano quindi a volte i tratti tipici della cultura popolare, sebbene, in linea di massima, siano ovviamente ben più "raffinate". L'impersonalità tipica delle ballate popolari viene a mancare; il narratore interviene di continuo nella storia, per commentarla o per garantire che sta dicendo la verità (As sertenly as I yow saye); spesso prende decisamente le parti di una certa famiglia nobile o di un intero ceto sociale, come nelle più antiche ballate di Robin Hood, dove si esaltano le virtù della Yeomanry, la classe dei piccoli proprietari terrieri. Si tratta, quindi, spesso, di canzoni che potremmo definire di propaganda. Invece dei repentini mutamenti di scena, tipici delle ballate popolari, i cambiamenti di ambientazione vengono addirittura anticipati e, spesso, descritti con dovizia di particolari; le indicazioni geografiche sono precisissime e del tutto prive degli usuali luoghi comuni, ed invece di concentrare l'azione in una singola o in pochissime scene, la storia è formata da un numero elevato di episodi quasi sempre collegati da una strofa "riempitiva" nella quale il cantore si rivolge didascalicamente all'uditorio per informarlo del cambio di scena. Le ballate di questo tipo sono state tramandate da dei manoscritti, non dalla tradizione orale. Erano troppo ampie e, soprattutto, troppo lunghe per essere mandate a memoria (Adam Bel, Clim of the Cloughe and William of Cloudesle consta di 180 strofe, di cui 178 quartine, una quintina e una sestina, per complessivi 723 versi; A Geste of Robin Hode è lunga oltre il doppio, un vero e proprio poema. A mo' di paragone, ricordiamo che la più lunga ballata sicuramente di tradizione orale, Sir Aldingar (Child numero 59), consta "solo" di 50 quartine). Quasi sicuramente, inoltre, le ballate "menestrelliche" non venivano cantate, ma recitate con o senza un sottofondo musicale.

### Ballate da fogli volanti
Poco dopo l'introduzione della stampa, nelle isole Britanniche come altrove nacquero i "fogli volanti" (Broadsides). Gli stampatori, attivi sia a Londra che nelle città minori, pubblicavano su dei larghi fogli di carta dozzinale (da cui il nome) i testi di canzoni popolari oppure composte per commentare un dato episodio, e le mandavano a vendere per pochi pence agli angoli delle strade. In cima al foglio una rozza litografia illustrava la scena madre della ballata, mentre sotto il titolo veniva indicato su quale aria (to the tune of...) essa doveva essere cantata (una melodia conosciuta a tutti). I fogli volanti erano quindi la versione urbana delle ballate popolari, diffuse specialmente nelle campagne. Per secoli intere legioni di poetastri furono fatti lavorare dagli stampatori di broadsides. Il loro formato diminuì gradualmente, fino a divenire, alla metà del XIX secolo, dei foglietti stampati su una sola colonna; Londra dominava il mercato, ma i fogli volanti erano stampati anche nella maggior parte delle città minori per essere poi distribuiti non solo in città, ma anche nelle aree rurali e nelle colonie. Ad esempio, a Boston, prima dell'Indipendenza, erano attive numerose stamperie dedite principalmente alla produzione di Broadsides; durante il "periodo d'oro" del foglio volante in America -circa tra il 1840 e il 1880-, le Broadsides e i canzonieri popolari su di esse compilati formavano buona parte del magazzino di molte case editrici di Boston, New York e Filadelfia. Le comunità negre del Sud furono gli ultimi baluardi del foglio volante (diffuso ancora alla vigilia della prima guerra mondiale), mentre in Europa l'ultima città ad abbandonare tale tradizione sembra essere stata Dublino (dei venditori di Broadsides s'incontrano anche nelle pagine dell'Ulisse di James Joyce, la cui azione si svolge, come tutti sanno, il 16 giugno 1904). Pochissime persone ancora in vita hanno mai venduto o semplicemente visto un foglio volante contenente una canzone popolare; ma per centinaia di anni le Broadsides furono l'unico genere di poesia e di canzone riservata alle masse semianalfabete. Le ballate che riportavano notizie, resoconti in rima di quello o quell'altro avvenimento sensazionale e, spesso, pesanti commenti su di esso, avevano una funzione giornalistica e, come i giornali, erano notevolmente effimere. Il "giornalismo in rima" di questo genere forma la maggior parte delle ballate da foglio volante, le quali, per altro, prediligono ovviamente gli stessi temi delle ballate popolari: crimini, esecuzioni capitali, amori infelici, amanti che si separano e/o si riuniscono (una storia con variazioni pressoché infinite), storie di corna eccetera. Su broadsides furono beninteso stampate anche molte genuine composizioni popolari e, quindi, un buon numero di autentiche Child Ballads (molte versioni delle quali provengono appunto da fogli volanti). Una quantità abbastanza ristretta di Broadsides -in particolare quelle incentrate su Robin Hood- godettero del favore della gente per secoli e furono quindi continuamente ristampate; le composizioni meno effimere comparivano inoltre in ghirlande e canzonieri, sparse fra canzoni d'amore e motivetti patriottici. Ogni canzone e ballata stampata su un foglio volante può essere definita una Broadside ballad, ma da tutta la loro massa emergono comunque uno stile ed una visione comuni. Com'è da aspettarsi, le Broadsides non si lasciano sfuggire nessuna occasione per fare del sensazionalismo; sono letteralmente imbevute di sentimentalismo spicciolo e di pathos a buon mercato, ed il resto è soffuso in un'aura di pacchiano ottimismo basato su una finta compassione per chi soffre e sugli agi materiali. Per essere brutalmente chiari, dal punto di vista poetico le Broadside Ballads sono spazzatura. I rimatori, che spesso non avevano per forza di cose alcuna idea di che cosa fosse la poesia d'arte, tentavano a volte, però, di "elevarsi" usando un linguaggio più forbito; cosa che, allo stesso tempo, faceva perdere alle loro cose la semplicità della poesia popolare e le rende ancor più ridicole ai nostri occhi. Sottolineiamo: ai nostri occhi di lettori moderni. La storia è narrata diffusamente, senza "scatti", quasi freddamente; una caratteristica decisamente giornalistica. Al contrario delle ballate tradizionali, le Broadsides sono piene di nomi, date, luoghi ed altre informazioni che attestino l'autenticità della storia che viene raccontata. Sebbene le Broadsides appaiano e siano assai distanti dalle autentiche ballate popolari (contadine), le genti di campagna, sia nelle isole Britanniche che in America, accolsero con molto favore queste "cugine di città" delle loro canzoni tradizionali e, probabilmente fin dall'inizio, furono i clienti principali dei venditori ambulanti che le smerciavano. Una volta imparate a memoria dal cantore popolare, alcune di essere subirono una naturale "rielaborazione" ed entrarono nell'autentica tradizione popolare; è il caso del genere forse più tipico di broadsides, le cosiddette Goodnights (Criminal's Last Goodnights, ovvero le ballate che descrivevano l'ultima notte di vita di un condannato a morte) che, a loro volta, sembrano avere origine da autentiche ballate popolari (come Lord Maxwell's Last Goodnight (Child numero 195), che forse ne è il primo esempio). Per la comunanza degli argomenti, le ballate popolari rurali e quelle cittadine non potevano che incontrarsi.

### Ballate americane d'importazione europea
Le ballate d'importazione europea formano il nucleo più antico della Balladry americana. Si tratta per lo più di Child Ballads portate nel continente americano da emigranti inglesi, scozzesi e irlandesi nel XVIII secolo. I mutamenti subiti da tali ballate durante il loro processo di naturalizzazione e adattamento ad un ambiente geografico e sociale tanto diverso sono un argomento di studio tanto affascinante quanto infido, che esula naturalmente da ogni trattamento e studio degli originali europei; ma, ad esempio, sarebbe impossibile non menzionare il fatto che le versioni americane hanno regolarmente razionalizzato ogni elemento esoterico. In altri casi (come in The Lass of Loch Royal) un brano tratto da un'antica ballata è stato rielaborato in una ballata indipendente. In generale, il processo di naturalizzazione è consistito nell'adattare l'ambientazione e nel dare alla ballata dei nomi locali (Lord Randal diventa Johnny Randolph in Virginia, Durango nel Nuovo Messico ecc.; il Little Musgrave di Child numero 81 diventa Matty Groves sebbene l'ambientazione britannica della ballata venga generalmente mantenuta anche in America -ma si tratta di un caso isolato); inoltre, c'è l'ovvio adattamento del linguaggio, nel quale i termini arcaici, dialettali oppure rispondenti a tradizioni e connotazioni sociali e geografiche britanniche non più comprese vengono sostituiti con parole esprimenti il nuovo ambiente in cui la ballata è stata trapiantata. Un caso tipico è la parola Lord, sostituita generalmente in America con Landlord ("proprietario terriero", "latifondista"), l'unico tipo di Lord noto ai coloni del Nuovo Mondo se si eccettua the Lord above (e qui Matty Groves rappresenta ancora una notevole eccezione, in quanto il marito della fedifraga resta Lord Arlen; ma la ballata deve essere stata importata in epoca assai antica, forse coi primissimi coloni puritani; non si scordi il suo carattere di estremo ammonimento contro le relazioni adulterine). Lo stesso processo di adattamento subirono anche le Broadside Ballads importate dalle isole Britanniche (molte tracce delle più note cowboy ballads del West sono state reperite in Broadsides britanniche risalenti anche a un secolo e mezzo prima). C'è poi il caso di Barbara Allen, un'antica Child Ballad (Child numero 84) già nominata nel 1666 da Samuel Pepys nei suoi Diaries; essa è entrata talmente a far parte della cultura popolare americana, che molti oramai la considerano, e non a torto, come una ballata oramai appartenente esclusivamente della tradizione statunitense (e che, come tale, è stata rimessa in circolazione con il revival ballatistico degli anni '60 e '70, ad opera principalmente di Joan Baez, che ne ha fatto un successo planetario).

## La più antica
La più antica Child Ballad, nel senso di quella che ha l'attestazione manoscritta risalente più addietro nel tempo, è una curiosa ballata di argomento religioso intitolata Iudas (Giuda; Child numero 23). In essa la vicenda del tradimento di Giuda Iscariota è presentata con delle caratteristiche del tutto aberranti: Giuda avrebbe infatti tradito Gesù per essersi fatto rubare le trenta monete che il Salvatore gli aveva affidato per l'Ultima Cena; la ladra sarebbe stata la perfida sorella di Giuda. L'attestazione di tale ballata risale al XIII secolo, ma già essa mostra, in tutte le sue caratteristiche strutturali, che la ballata popolare angloscozzese presentava tutti gli elementi di quelle più recenti. Per la sua grande antichità, la ballata è ancora in Inglese medio (Middle English), la fase dell'inglese premoderno in cui ad esempio si espresse Geoffrey Chaucer.

## Child Ballads in italiano
Alcune Child Ballads sono state tradotte in italiano ed eseguite da noti artisti; è il caso, notissimo, di Geordie (Child numero 209), una cui versione settecentesca è stata adattata e cantata da Fabrizio De André (1964) assieme alla sua ex insegnante di inglese, Maureen Rix; oppure di Mary Hamilton (Child numero 173), tradotta e adattata da Angelo Branduardi come Ninna-Nanna, o ancora Barbara Allen (Child numero 84), tradotta e adattata sempre da Angelo Branduardi come Piano piano, e infine The cherry-tree carol (Child numero 54), tradotta e adattata da Angelo Branduardi come Il ciliegio